# Phaca agrestis
Phaca agrestis là một loài thực vật có hoa trong họ Đậu. Loài này được (Douglas ex Hook.) Piper miêu tả khoa học đầu tiên năm 1906.